# Der schwarze Chauffeur
Der schwarze Chauffeur ist ein deutsches Stummfilmlustspiel aus dem Jahre 1917. Unter der Regie von Joe May spielte dessen Ehefrau Mia May die Hauptrolle.

## Handlung
Graf Hans Rochus von Friedeneck wettet mit seinem uruguayischen Bekannten Señor Heidegg um eine Million Kronen, dass er imstande sein werde, sich ohne fremde Hilfe ein Jahr lang selbst zu ernähren und zu unterhalten. Zwar raten Friedenecks Freunde von dieser Wette ab, da der Verlust dieser hohen Summe ihn ruinieren würde. Doch er erwidert nur lakonisch, dass einem Familienfluch zufolge sowieso alle Männer mit Erreichen des 30. Lebensjahrs sterben würden, und dies werde bei ihm in zwei Jahren der Fall sein. Rochus lernt die schöne, junge Ellen Carena kennen und lieben und meint nun, das Angenehme mit dem Nützlichen verbinden zu können, in dem er als Chauffeur „Hans Braun“ in ihre Dienste tritt. So hat er sie immer um sich und kann von eigener Hände Arbeit leben. Da Ellen auf der Suche nach dem Stammschloss ihrer Ahnen ist, kutschiert der neue Fahrer sie und ihre Gesellschafterin Tina kurzerhand nach Kärnten, wo das alte Gemäuer vermutet wird. Bald ist Ellen von der Geschicklichkeit und dem allgemeinen Wissensschatz ihres Chauffeurs mächtig beeindruckt. Sie kann nicht glauben, dass ein gewöhnlicher „Hans Braun“ über diese Erfahrungen verfügt und drängt ihren Fahrer, sein wahres Ich zu lüften. Doch Graf Rochus will seine Wette nicht verlieren und mauert. Bald hat die kleine Reisegesellschaft tatsächlich das Stammschloss der Carenas aufgespürt.
In der Zwischenzeit ist auch Señor Heidegg, in Wirklichkeit ein Onkel Ellens, nicht untätig geblieben. Da er wie auch Graf Rochus unbedingt die Wette gewinnen will, hat er den Detektiv Teddy Rakuso beauftragt, alles zu unternehmen, damit der gräfliche Wettpartner nicht gewinnt. Trotz aller Versuche, Sand in Friedenecks Getriebe zu streuen, hält der adelige Chauffeur das gesamte Jahr durch und ist nun ein reicher Mann. Obwohl Ellen eigentlich einem anderen versprochen ist, gesteht sie ihrem falschen Chauffeur ihre Liebe. Das Jahr ist vorbei, und Friedeneck klärt Ellen über alles, die Wette und sein Durchhaltevermögen, auf. Heidegg zahlt anstandslos die Million, die sowieso die Mitgift für Nichte Ellen gewesen wäre. Durch die anstehende Vermählung von Rochus mit ihr ist, oh Wunder, nun auch der Familienfluch gegen die Friedenecks, den einst die Ahnen Ellens ausgestoßen hatten, mit einem Mal aufgehoben, und Graf Hans wird sich eines langen Lebens erfreuen können.

## Produktionsnotizen
Der schwarze Chauffeur, Untertitel Ein Reiseroman in vier Akten, entstand u. a. in Kärnten (Außenaufnahmen), passierte im Oktober 1917 die Filmzensur und wurde am 26. Oktober 1917 im Tauentzienpalast uraufgeführt. Die Länge des Streifens betrug 1774 Meter.
Für den 18-jährigen Curt Courant war dies eine seiner ersten Arbeiten als Chefkameramann.

## Aufführung
“Der schwarze Chauffeur. Drama in 5 Akten; Hauptrolle Mia May”  lief am 30. Mai 1918 im Drei Mohren-Kino in Neumarkt in der Oberpfalz zusammen mit dem zweiaktigen Lustspiel 'Eine verfolgte Unschuld'.